# Корветы типа «Инхаума»

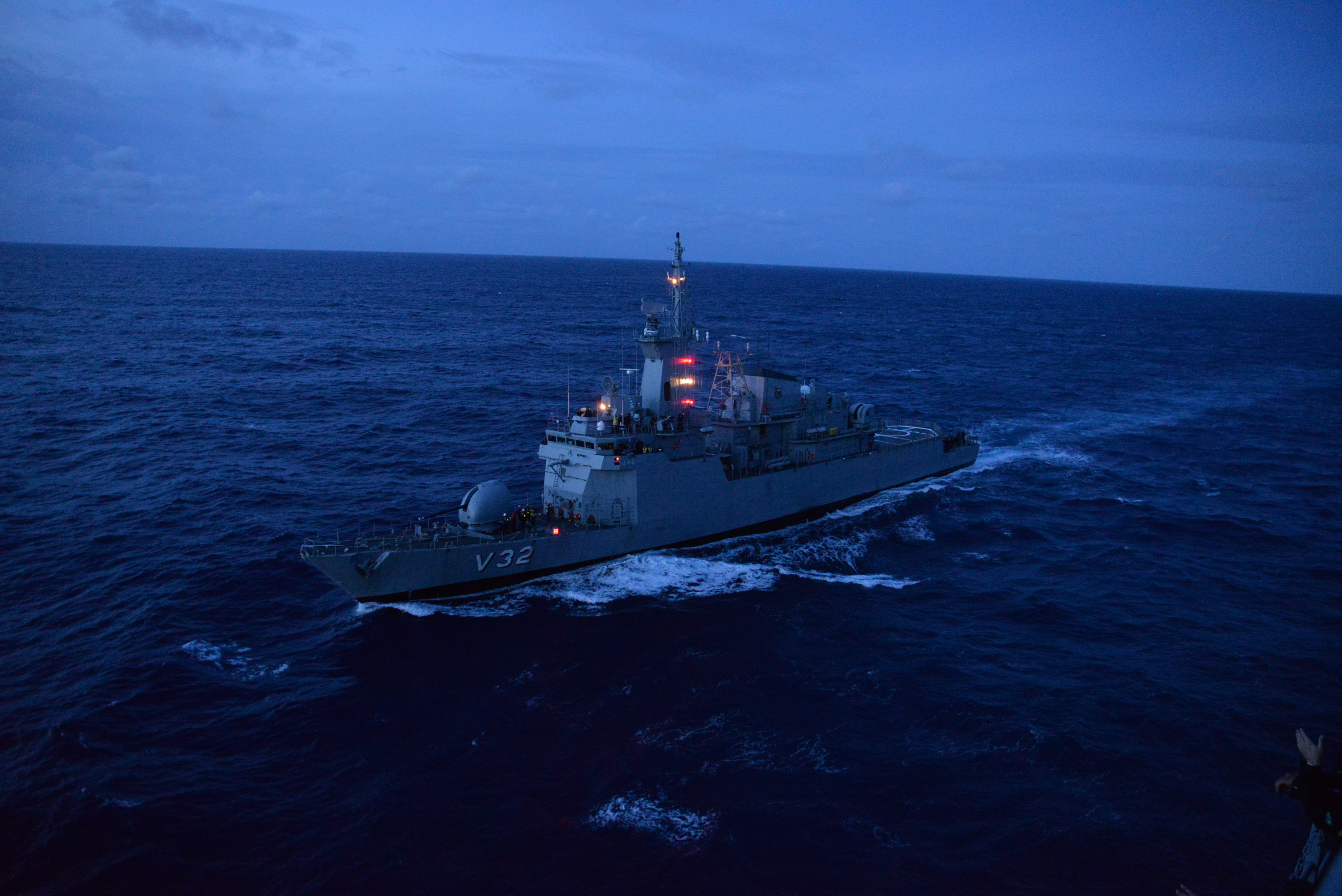
Júlio de Noronha (V-32)

Корветы типа «Инхаума» — серия из пяти корветов ВМС Бразилии. Корабли построены в Бразилии, спроектированы при содействии немецкой компании Marine Technik. Первоначально планировалось построить от 12 до 16 кораблей этого типа, но из-за тяжёлой экономической ситуации в Бразилии серия была сокращена до пяти единиц. Первые два корабля были построены Arsenal de Marinha в Рио-де-Жанейро, вторая пара — Verolme. Программа была значительно отложена из-за проблем с финансированием и неплатежеспособности бразильской верфи Verolme в 1991 году, что вынудило Arsenal da Marinha завершить Жулиу де Норонья и Фронтина. Первый корабль вступил в строй в 1989 году, последний — в 2008 году. Три из пяти кораблей были выведены из эксплуатации, а один затонул в ходе ракетных учений в Атлантическом океане в 2016 году.

## Конструкция
Первоначально корветы типа «Инхаума» проектировались Бразильским военно-морским конструкторским бюро при содействии западногерманской компании Marine Technik как малые фрегаты. Стандартное водоизмещение составляло 1700 т, полное — 2000 т. Длина между перпендикулярами — 90 м, максимальная длина — 95,8 м, ширина 11,4 м, осадка — 5,5 м. Корабли оснащены комбинированной дизельной/газовой (CODOG) системой, состоящей из одной газовой турбины GE LM 2500 мощностью 27 500 л. с. и двух дизелей MTU 16 V 396 TB 94 мощностью 7800 л. с., работающих на два вала. Это обеспечивает максимальную скорость 27 уз. и дальность плавания 4000 м миль на скорости 15 узлов. В процессе проектирования стандартное водоизмещение уменьшилось до 1625 т, а полное увеличилось до 2175 тонн. Первоначальный экипаж составлял 162 человека, включая 19 офицеров, но со временем он уменьшился до 145 человек, включая 15 офицеров.
Корабли вооружены четырьмя ПКР Exocet в районе миделя и носовой 114-мм/55 пушкой Mk 8, а также двумя зенитными автоматами Bofors 40-мм/70 в спаренной установке на кормовой надстройке. Для борьбы с подводными лодками на кораблях установлены два трёхтрубных 324-мм торпедных аппарата для торпед Mk 46, расположенные по обе стороны от надстройки. Вертолетная площадка находится на корме и предназначена для вертолета Westland Super Lynx. На этапе проектирования на корме предполагалось установить ЗАК Vuclan Phalanx, однако от этой идеи отказались, заменив её возможностью установки зенитных ракет. Планировалось, что будут установлены ракеты местного производства, но установка была отложена.
Средства обнаружения включают радары Plessey AWS-4, Kelvin Hughes Type 1007 и Selenia Orion RTN 10X, а также гидролокатор Krupp Atlas ASO4 Mod 2. Для радиоэлектронного противодействия на кораблях установлены радиолокационные перехватчики IPqM/Elabra Defensor ET SLR-1X и постановщики радиолокационных помех IPqM/Elabra ET SLQ-1. Также имеются пусковые установки пассивных радиолокационных помех Plessey Shield. Боевая информационная система — Ferranti CAAIS 450 (Computer Aided Action Information System), система управления огнем — SAAB EOS-400.

### Подтип «Баррозу»
Пятый корабль серии «Barroso» построен со значительными изменениями и в настоящее время его относят к отдельному типу. Корабль имеет стандартное водоизмещение 1815 т, полное — 2390 тонн. Корабль имеет увеличенную на 4,5 м длину для улучшения мореходных качеств конструкции и увеличения пространства машинного отделения. Barroso имеет ту же двигательную установку конфигурации CODOG, что и базовый корабль, те же 145 человек экипажа, те же ракеты и артиллерийскую установку. Дополнительное вооружение включает 40-мм/70-мм ЗАК Bofors Sea Trinity CIWS, два 12,7-мм пулеметы и шесть 324-мм торпедных аппаратов ARES/DSAM SLT для торпед Mk 46.
Другие конструктивные изменения включают боевую информационную систему IPqM/Esca Siconta Mk III с Link YB. Система управления огнем — Saab/Combitech EOS-400. Средства обнаружения состоят из РЛС AESN RAN 20S надводного поиска, навигационной РЛС Terma Scanter 4100 и РЛС AESN RTN 30-Y правления огнем, а также ГАС EDO 977F. Системы радиоэлектронного противодействия аналогичны кораблям оригинального проекта.

## Состав серии

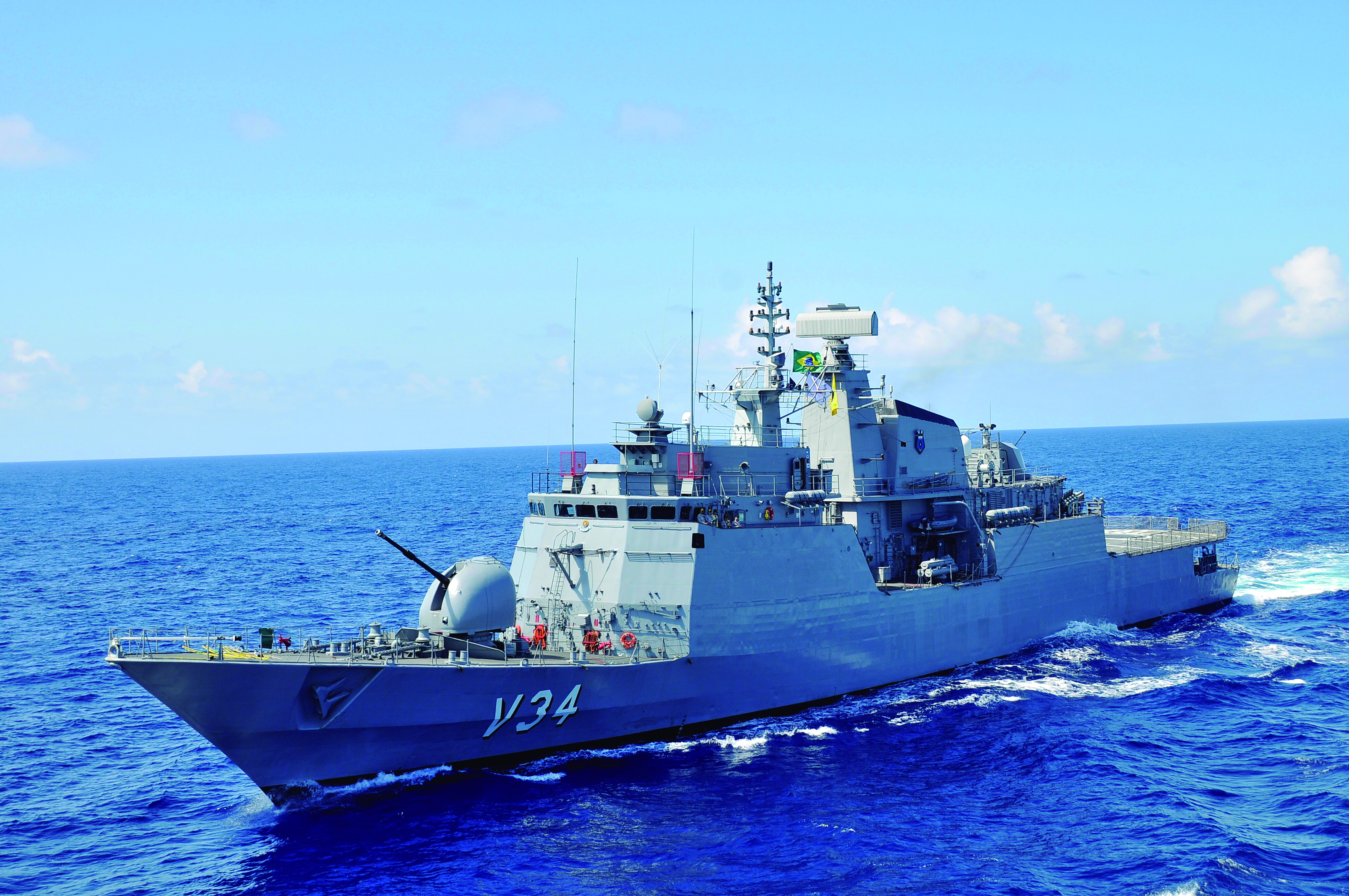
Баррозу

| Корветы типа «Инхаума» | Корветы типа «Инхаума» | Корветы типа «Инхаума» | Корветы типа «Инхаума» | Корветы типа «Инхаума»             |
| Номер                  | Название               | Спущен                 | В строю                | Статус                             |
| ---------------------- | ---------------------- | ---------------------- | ---------------------- | ---------------------------------- |
| В-30                   | Inhaúma                | 13.12.1986             | 12.12.1989             | Выведен из эксплуатации 25.11.2016 |
| В-31                   | Jaceguai               | 08.06.1987             | 02.04.1991             | Выведен из эксплуатации 18.09.2019 |
| В-32                   | Júlio de Noronha       | 15.12.1989             | 07.10.1992             | В строю                            |
| В-33                   | Frontin                | 06.02.1992             | 11.03.1994             | Выведен из эксплуатации 23.09.2015 |
| Подкласс «Баррозу»     |                        |                        |                        |                                    |
| В-34                   | Barroso                | 20.12.2002             | 19.08.2008             | В строю                            |

## Строительство и служба
Первая пара кораблей класса Inhaúma была заказана ВМС Бразилии 15 февраля 1982 года, а вторая — 9 января 1986 года. Первоначально предполагалось, что количество кораблей этого класса будет 12, но в 1986 году оно увеличилось до 16. Первые два корабля, Inhaúma и Jaceguai, были построены в Arsenal de Marinha в Рио-де-Жанейро, а контракт на вторую пару, Júlio de Noronha и Frontin, был присуждён компании Verolme. Однако пока строилась вторая пара, верфь в 1991 году обанкротилась, и незавершенные корпуса были переданы Arsenal de Marinha для достройки. . Правительство Бразилии стремилось найти более дешевые корветы для постройки, и в результате количество кораблей этого класса было сокращено до четырех строящихся.
Головной корабль Inhaúma поступил на вооружение в 1989 году, а последний — Frontin  —  в 1994 году. В 1994 году бразильское правительство заказало у Arsenal de Marinha вторую серию улучшенной версии этого проекта, состоящую из шести кораблей. Однако и эта серия была сокращена из-за проблем с финансированием, и только один корабль, Barroso, поступил на вооружение в 2008 году. В конце 2008 года класс Inhaúma подвергся модернизации. Начиная с 2015 года корабли класса Inhaúma начали выводиться из эксплуатации. Первым был списан Frontin в 2015 году , а 17 апреля 2016 года потоплен в Атлантическом океане между Рио-де-Жанейро и Виторией в ходе военно- морских учений с участием нескольких военных кораблей ВМС Бразилии. Корабль был потоплен ракетой Excocet с União. Inhaúma был выведен из эксплуатации в 2016 году , а затем в 2019 году — Jaceguai .